# Tonight Alive
Tonight Alive es un grupo de pop punk originario de Sídney, Australia, formado por Jenna McDougall (voz), Whakaio Taahi (guitarra y coros), Cameron Adler (bajo), Jake Hardy (guitarra) y Matt Best (batería).
La banda se formó en Sídney en el año 2008 y dos años después lanzaron sus tres primeros EP, titulados All Shapes and Disguises EP, Let It Land EP y Consider This EP, y en 2011 lanzó su primer álbum de estudio, titulado What Are You So Scared Of? a través del sello discográfico Sony BMG y posteriormente Fearless Records.
El tercer álbum de la banda, The Other Side, fue lanzado el 6 de septiembre de 2013.

## Historia

### Comienzos (2008 - 2010)
El grupo se formó en 2008, conformado por Whakaio Taahi, Cameron Adler y Jake Hardy, pero no fue hasta 2009, cuando la banda se completó con la llegada del baterista Matty Best y la vocalista Jenna McDougall.
El grupo comenzó sus presentaciones en vivo compartiendo escenarios con grupos punk tales como Mest, 3OH!3, The Flatliners, Fireworks, Valencia, Lostprophets, The Blackout y The Wonder Years, y un año después lanzó su primer producción de estudio, All Shapes and Disguises EP, el cual vendió más de 20.000 copias solo en Australia y Japón. Meses después, en noviembre de 2010, Tonight Alive lanzó un disco de vinilo, titulado Consider This EP, que contiene 3 canciones.
El 1 de julio de 2010, el grupo lanzó un sencillo llamado Starlight, el cual contiene esa canción, la cual está incluida en su álbum debut, What Are You So Scared Of?, y el 16 de septiembre de ese mismo año, lanzaron su segundo EP, titulado Let it Land EP, compuesto por tres canciones acústicas, las cuales se lanzaron en formato CD y también como descarga digital a través del sitio web musical iTunes.

### What Are You So Scared Of? (2010 - 2012)
Luego del lanzamiento de All Shapes and Disguises EP, el grupo se estableció por dos meses en Los Ángeles, Estados Unidos, para la grabación de su álbum debut en los estudios NRG con el productor musical Mark Trombino, el cual trabajó con grupos tales como Blink 182, Jimmy Eat World y The Starting Line. Acerca de la grabación, el guitarrista Whakaio Taahi dijo lo siguiente: «No se dejó nada en la edición o en Pro-Tooling. Jenna cantó todas las líneas hasta que salió bien. Toqué todas las partes de guitarra. El sonido de la batería es natural y no fue pesado. No había copiar pegar. Eso fue muy importante para nosotros. El sonido era real, natural». Jenna McDougall opinó lo siguiente sobre el productor Mark Trombino: «Nosotros no podíamos creer que que él nos hubiera sacado así. Él es asombroso. Mark creó los álbumes con los que crecimos, los álbumes que se lanzaron en las carreras de todas estas grandes bandas».
Una vez finalizada la grabación del álbum, Tonight Alive comenzó una gira por Estados Unidos, Australia y el sudeste asiático, siendo la banda de soporte de The Getaway Plan en su gira australiana en febrero de 2011. Durante la gira, el grupo fue considerado como una de las mejores 10 bandas australianas de todos los tiempos en la legendaria estación de radio de rock KROQ en los Estados Unidos y alcanzó la posición # 1 en las listas de iTunes y listas en PureVolume, provocando un gran aumento de la popularidad de la banda, como así también lo fue la inclusión de algunas de sus canciones a la serie televisiva The Hills.
En abril de 2011, Tonight Alive se presentó en el festival musical Bamboozle de Nueva Jersey, Estados Unidos, en donde compartió el escenario con grupos como New Found Glory, A Day to Remember y Senses Fail, entre otros.
El álbum de estudio, titulado What Are You So Scared Of? fue lanzado el 13 de octubre de 2011 por el sello discográfico Sony BMG en Australia y Fearless Records para el resto del mundo.

### The Other Side (2013 - 2015)
En marzo de 2013, Tonight Alive lanzó un nuevo sencillo llamado Breakdown, el cual contaba con la colaboración de Benji Madden, guitarrista de Good Charlotte.
Posteriormente, la banda decidió volver a su país natal a grabar su segundo álbum, The Other Side, el cual fue lanzado el 6 de septiembre nuevamente bajo las discográficas Sony BMG-Fearless Records.
El primer sencillo, The Ocean fue lanzado el 11 de julio, coincidiendo con el anuncio del lanzamiento del álbum. 
El segundo sencillo, Lonely Girl fue lanzado el 24 de julio y la premier del video fue realizada en la cuenta TonightAliveVEVO.
Come Home fue también estrenado en la cuenta de VEVO de la banda a fines de septiembre.
Tonight Alive tocó todo el Warped Tour 2013 al igual que el año anterior. Al terminar el Warped Tour volvieron a Australia y tocaron unas pocas fechas para apoyar el nuevo álbum.
Durante octubre y noviembre fueron teloneros de la banda inglesa, You Me at Six.
También fueron confirmados para tocar en el Warped Tour Australia, junto a The Offspring, Simple Plan y Parkway Drive, entre otras bandas.

### Limitless (2016)
El tercer álbum de la banda llamado "Limitless" salió a la venta el 4 de marzo, mientras tanto se ha subido al canal oficial de Youtube el video oficial del sencillo "Human Interaction" así como el audio de "To be Free". También en itunes se puede ver el listado de canciones y escuchar "Drive". Debido al lanzamiento de este álbum en están realizando una gira por todo el mundo "Limitless world tour" en el que Tonight Alive pasará por segunda vez por España el 2 y el 3 de febrero.

### World Away (2017)
El 3 de abril se publica en el canal de YouTube de Hopeless Records el nuevo sencillo de la banda, World Away. No se sabe aún fecha de lanzamiento del disco.

### Salida de Whakaio (2017)
El 16 de octubre se anuncia en las redes sociales de la banda la salida del guitarrista y compositor Whakaio Taahi. Mencionaron que el motivo de su salida es porque se dedicará a su carrera como compositor y productor musical.

### Underworld (2018)
El 16 de octubre se publica en el canal de YouTube de Hopeless Records el nuevo sencillo de la banda, Temple. Al mismo tiempo es parte del nuevo álbum que será lanzado el 12 de enero de 2018.

## Influencias y estilo musical
El estilo musical de Tonight Alive es pop punk y rock alternativo, con influencias de grupos tales como The Amity Affliction y Parkway Drive.
Durante el VEVO Lift, los miembros de Tonight Alive señalaron a bandas como Blink 182, Sum 41, Simple Plan, New Found Glory, Jimmy Eat World, The Starting Line, Good Charlotte y Green Day como influencias.
Con respecto a las influencias musicales de la cantante Jenna McDougall, también señaló a Thrice, Something Corporate, Frank Sinatra, Missy Higgins, Avril Lavigne, Fall Out Boy, Mayday Parade, Lydia, Lisa Mitchell, Rage Against The Machine, The Fray, The Getaway Plan, Kate Nash y Luke Pickett, entre otros.

## Miembros
- Jenna McDougall - vocales y guitarra (2009 - presente)
- Cameron Adler - bajo (2008 - presente)
- Jake Hardy - guitarra (2008 - presente)
- Matt Best - batería (2009 - presente)

### Miembros anteriores
- Whakaio Taahi - guitarra y coros (2008 - 2017)

## Discografía
Anexo:Discografía de Tonight Alive
Álbumes de estudio
- What Are You So Scared Of? (2011)
- The Other Side (2013)
- Limitless (2016)
- Underworld (2018)